# 罗伯特·魏泰克
罗伯特·H·魏泰克（英語：Robert Harding Whittaker, 1920年12月27日—1980年10月20日），著名的美国生物学家和生态学家，他在1969年提出的魏泰克五界系统，将生物分为原核生物界、原生生物界、植物界、真菌界、动物界五个界，曾具有重要的影响。